# قتل در ذهن
قتل در ذهن (به انگلیسی: Murder in Mind) یک فیلم سینمایی آمریکایی در ژانر اکشن و جنایی به کارگردانی اندی موراهان محصول سال ۱۹۹۷ است.

## خلاصه داستان
یک زن در تلاش برای شناسایی هویت قاتلی که می‌تواند خود زن باشد، هیپنوتیزم می‌شود.

## بازیگران
- نایجل هاثورن در نقش دکتر الیس
- مری-لوئیز پارکر در نقش کارولین واکر
- جیمی اسمیتس در نقش پیتر واکر
- جیسون اسکات لی در نقش هالوی
- گایلارد سارتاین در نقش چارلی
- میچ وارد در نقش دادگستری
- جون سدر در نقش افسر برتر
- آرت مترانو به عنوان قاضی
- راب لابل به عنوان مدرس
- اریک کادورا به عنوان دبیر شماره ۲، پاتریک